# Upper Penn
Upper Penn var en civil parish från 1866 till 1934 då den blev en del av Wombourne, i grevskapet Staffordshire, i England. Denna civil parish var belägen 4 km från Wolverhampton och hade 4 738 invånare år 1931. Byn nämndes i Domedagsboken (Domesday Book) år 1086, och kallades då Pennam/Penne.